# Z
La Z o z (in italiano chiamata zèta, /ˈd͡zɛta/) è la ventunesima e ultima lettera dell'alfabeto italiano e la ventiseiesima e ultima dell'alfabeto latino. Nella sua forma maiuscola rappresenta anche la lettera zeta dell'alfabeto greco, mentre nella sua forma minuscola una consonante fricativa alveolare sonora nell'alfabeto fonetico internazionale, dov'è il simbolo corrispondente alla S sonora dell'italiano, come nella parola "Brasile", /ˈbrazile/.
In italiano, a seconda delle parole, può rappresentare un suono senza vibrazione delle corde vocali (detto z sorda o aspra o dura, o meno spesso forte), come in "vizio", o un suono con vibrazione (z sonora o dolce, o raramente lene o molle), come in "zona". Sebbene percepiti come semplici, sono suoni composti: la z sorda è l'unione dell'occlusiva alveolare sorda t e della s sorda, la z sonora è l'unione dell'occlusiva alveolare sonora d e della s sonora. In gran parte delle altre lingue la z rappresenta invece la s sonora come nell'alfabeto fonetico internazionale.
La z italiana normale (escluse eventuali pronunce regionali), in entrambe le forme, è caratterizzata anche dall'essere sempre pronunciata rafforzata quando si trova tra due vocali, es. "la zazzera" suona come "la zzàzzera".

## Storia
| Zen proto-semitica | Zayin fenicia | Ze etrusca | Zeta greca | Ze latina |
| ------------------ | ------------- | ---------- | ---------- | --------- |
|                    |               |            |            |           |

La Z latina ha le sue origine dal fenicio, dalla lettera Zayin, venne conservata insieme alle altre lettere semitiche nel latino come eredità dall'etrusco, al contrario delle lettere san (𐌑) e eš (𐌎) o altre derivate dall'alfabeto greco come 𐌈 (equivalente alla greca Θ) od 𐌙 (equivalente foneticamente alla lettera greca antica χ ma graficamente a ψ) che vennero abbandonate.
Nel latino antico il suono rappresentato dalla lettera Z era una variante sonora di S, cioè il suono /z/ (equivalente alla s italiana di "uso" /uzo/ ) o possibilmente anche /t͡s/ (poi forse si deaffricò a /s/ e successivamente si unì a /z/), quando era situata tra due vocali, la lettera era chiamata "ZE" /zeː/.
Probabilmente in origine era considerata una variante grafica di S, che poi acquisì stato autonomo finché mutò in pronuncia prima del III secolo a.C.
Un esempio di parola antica che usava la Z era "flosis" che divenne "flozis" e infine "floris".
In origine occupante il posto della G (per cui l'alfabeto era ABCDEFZH[..] e finiva con V), col tempo 
si trasformò in /r/ (rotacismo) già rappresentato da R, e di conseguenza venne rimossa intorno al III secolo a.C. dall'alfabeto e al suo posto (prima di H), venne inserita una lettera nuova, la G. 
Nel I secolo a.C. venne reintrodotta assieme alla Y, allo scopo di rappresentare più precisamente la Z greca (pronunciata /d͡z/ come la Z italiana di "zaino") e messa alla fine dell'alfabeto per evitare confusione con la vecchia lettera latina Ze.
La forma greca della Z era molto simile a quella del simbolo fenicio . Il nome del simbolo semitico era zayin, ma questo nome non venne adottato dai greci, che lo chiamarono zeta. Sembra probabile che zeta fosse il nome di un'altra delle sillabe semitiche, zade (tzaddi) trasferito alla Z per errore, oppure potrebbe trattarsi di un nome nuovo, creato su analogia di eta (η) e theta (θ). La pronuncia della lettera semitica era [z] come nella parola "episodio", oppure [dz], come nell'italiano "zeta", in ogni caso era sempre sonora.
Talvolta in corsivo la zeta latina viene scritta con un taglio a metà della linea obliqua.

### Z gotica
Un disegno diverso della Z che ha avuto origine nella scrittura gotica è la "z tagliata" (in tedesco: geschwänztes Z o Z mit Unterschlinge). In alcuni caratteri Antiqua, questa lettera è presente sia da sola sia in alcune legature. Insieme alla S lunga, è all'origine della legatura ß nell'ortografia tedesca.
Una variante grafica della Z tagliata è chiamata ezh, inserita nell'alfabeto fonetico internazionale come segno per la fricativa postalveolare sonora.
L'Unicode assegna delle codifiche per la "BLACK-LETTER CAPITAL Z" e la "FRAKTUR SMALL Z" tra gli intervalli simboli letterali e il simbolo matematico alfanumerico, come U+2128 (ℨ) e U+1D537 (𝖟), rispettivamente.

z corsiva minuscola insegnata nelle scuole elementari tedesche
Variante della z in un carattere Antiqua

## Codifica informatica
Il codice ASCII per Z maiuscola è 90 e per la minuscola "z" è 122;

o in binario, 01011010 e 01111010, rispettivamente.
Il valore EBCDIC per la Z maiuscola è 233 è per la z minuscola è 169 (64 in meno).
In HTML e in XML i riferimenti numerici dei caratteri sono "&#90;" per la maiuscola e "&#122;" per la minuscola.